# William Bate Hardy

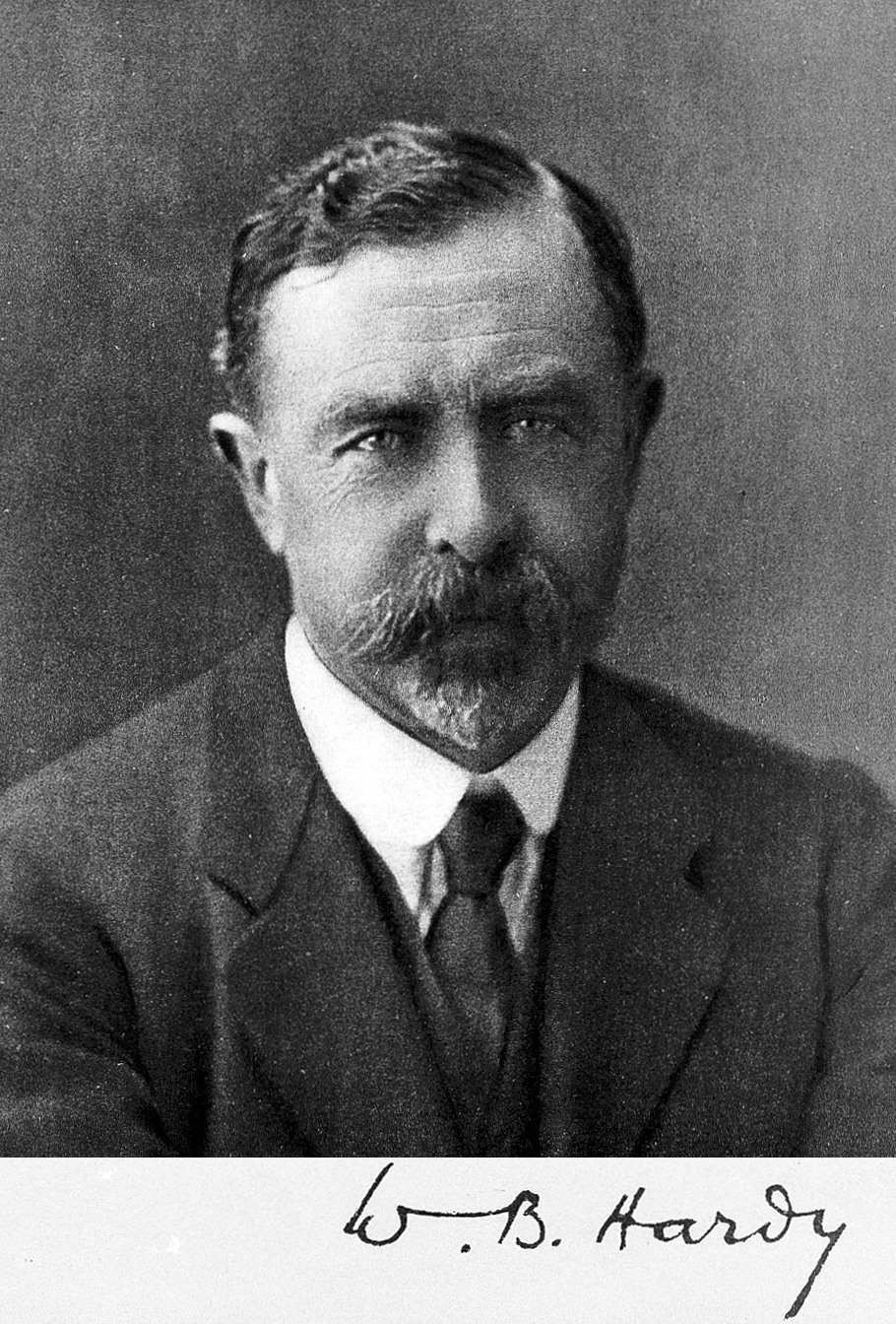
William Bate Hardy

William Bate Hardy FRS (* 6. April 1864 in Erdington nahe Birmingham; † 23. Januar 1934 in Cambridge) war ein britischer Biologe. Hardy schlug Ernest Starling die Bezeichnung „Hormon“ vor.

## Leben
William Bate Hardy wurde 1864 in Erdington, einem Vorort von Birmingham, als Sohn von William Hardy aus dem walisischen Llangollen und seiner Frau Sarah Bate geboren. Er studierte zunächst am Framlingham College und machte 1888 sein Abschluss an der University of Cambridge. Hardy heiratete Alice Mary Finch 1898 in Cambridge. 1902 wurde er Mitglied der Royal Society und 1930 Ehrenmitglied (Honorary Fellow) der Royal Society of Edinburgh. Hardy lehrte an der University of Cambridge und wurde dort Professor. Er verstarb 69-jährig in Cambridge und wurde am Caius College Chapel beerdigt.
Die Schulze-Hardy-Regel ist nach ihm und Hans Schulze benannt.

## Auszeichnungen
- 1905: Croonian Lecture
- 1925: Bakerian Lecture
- 1926: Royal Medal
- 1928: Laura-R.-Leonard-Preis